# Mentoehotep IV
Mentoehotep IV was de laatste farao van de 11e dynastie. Zijn naam betekent: "Montoe is tevreden". En zijn tweede naam betekent: "Heer van de twee landen".

## Biografie
De regeringsperiode van Mentoehotep IV Nebtawyre worden door de Turijnse koningslijst de zeven lege jaren genoemd. Onder deze opvolger van Mentoehotep III was er groeiende onrust in Egypte. Er is van hem bekend dat hij een betere haven aan de Rode Zee trachtte te vinden. Hij stuurde er een expeditie naartoe onder een generaal, Amenmes. De generaal werd uitgezonden op koninklijk bevel om met 10.000 man stenen mee te brengen geschikt voor de koninklijke sarcofaag. Hij werd waarschijnlijk vermoord door een groep paleiswachten.
Amenmes die zou later zijn opvolger worden als Amenemhat I en de 12e dynastie zou stichten. De overgang naar de nieuwe dynastie schijnt vrij soepel verlopen te zijn, hoewel er wel andere pretendenten waren.
De koning is goed gedocumenteerd, niet door de koningslijsten, maar door inscripties in Wadi el-Hudi en Wadi Hammamat.